# Ida de Crombrugghe
Ida de Crombrugghe, née Ida Caroline de Kerchove de Denterghem le 14 décembre 1820 à Wondelgem et morte le 21 août 1875 dans la même ville, est une philanthrope notamment investie dans les questions d'éducation populaire et d'hygiène.

## Biographie
Son père est sénateur et bourgmestre de la ville de Gand. Elle a deux fils avec le baron de Crombrugghe, avec qui elle se marie en 1842. Elle devient veuve six ans plus tard.
En 1870, lors de la guerre franco-prussienne, Ida de Crombrugghe est chargée par la Croix-Rouge de créer un groupe de dames, dont l'objectif est d'inciter les infirmières à s'engager dans les hôpitaux de campagne et également de rassembler du matériel de secours et des fonds. Elle rejoint le front et raconte son expérience dans Le journal d'une infirmière pendant la guerre de 1870-1871. Elle y a notamment sous ses ordres Constance Teichmann, philanthrope et infirmière belge. Elles travaillent dans plusieurs hôpitaux de campagne.

## Œuvres
Ida de Crombrugghe est particulièrement investie dans les questions d'éducation et d'hygiène. Elle est partisane de l'éducation féminine comme moyen d'émancipation des travailleurs. Elle met notamment sur pied des cycles de conférences intitulé Soirées populaires de Saint-Josse. Elle crée une association féministe destiné à propager des pratiques d'hygiène. Elle collabore à la revue L'Éducation de la femme d'Isabelle Gatti de Gamond, et y publie notamment un article sur « Les crèches et l'oeuvre des soirées populaires à Saint-Josse-ten-Noode », militant pour la fondation de nouvelles crèches pour prendre en charge les enfants de mères ayant un travail.
Ida de Crombrugghe traduit également Fröbel. Elle rédige également des ouvrages à destination des enfants (contes) et des livres de réflexion.